# Júlio César Pereira de Melo
Júlio César Pereira de Melo (em grafia antiga Júlio César Pereira de Mello) (Lisboa - ?) foi um advogado, político e empresário português.

## Biografia
Filho de Joaquim José Pereira de Melo e de sua mulher Gertrudes França.
Frequentou a Faculdade de Direito da Universidade de Coimbra de 1860 a 1865, e formou-se, obtendo o grau de Bacharel em Direito neste último ano. Da sua carreira profissional, apenas se sabe que, nos anos de 70 e de 80 do século XIX, exerceu o cargo de Adjunto do Enfermeiro-Mor do Hospital Real de São José de Lisboa, presumivelmente um cargo administrativo, para além de ter escritório de Advogado em Lisboa.
Foi Presidente da Câmara Municipal de Cascais de 2 de Janeiro de 1876 a 2 de Janeiro de 1878.
Como candidato do Partido Regenerador, foi eleito em 1881 Deputado para a Legislatura de 1882-1884, pelo Círculo Eleitoral de Sintra, de que prestou juramento a 20 de Janeiro de 1882. Integrou a Comissão Parlamentar de Estatística nas Sessões Legislativas de 1882 e 1883. As suas intervenções no Parlamento foram raras. Das treze vezes em que usou da palavra, para além da apresentação de representações de particulares ou relacionadas com interesses dos Concelhos de Sintra e Cascais, interveio quase sempre para se referir a questões relacionadas com o funcionamento do Hospital Real de São José, para o que interveio a 25 de Fevereiro de 1882. Sobre os interesses dos Concelhos de Sintra e de Cascais, pronunciou-se apenas em três ocasiões: interveio a 25 de Fevereiro de 1882 para defender a elevação da alçada dos Juízes de Cascais; para apresentar representações dos habitantes de Sintra e de Cascais relativa à Proposta de Lei sobre aguardentes de cereais a 20 de Maio de 1882; e para apresentar uma representação de moradores de Sintra contra o Orçamento da Câmara Municipal. O seu mandato terminou em 1884.
Antes de morrer sem deixar descendentes, João António Martins, o último Martins à frente da "tenda" do Chiado, entrega o estabelecimento aos empregados mais categorizados e deixa todos os seus bens, incluindo a quota da empresa, a um velho amigo, o advogado Júlio César Pereira de Melo, que manterá a designação Jerónimo Martins. O estabelecimento assume-se como uma instituição, um ponto de referência do Chiado e de Lisboa.
Em sua homenagem foi dado o seu nome à Rua Júlio Pereira de Mello, em Cascais.